# Bomarsunds fästning

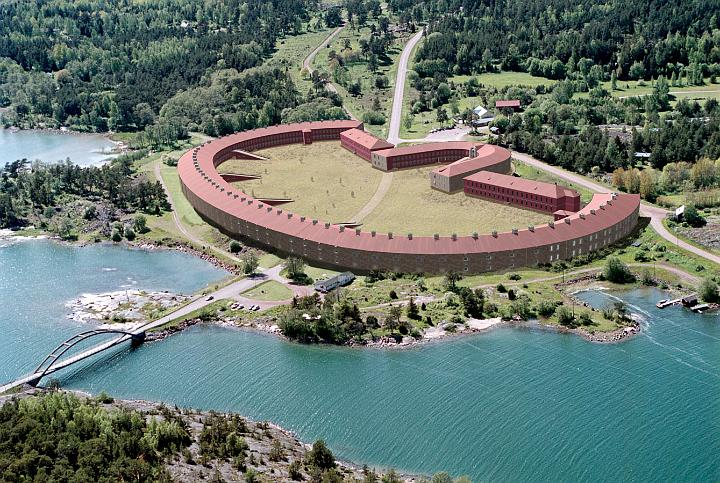
Datorsimulering av Bomarsunds fästning.

Bomarsunds fästning var en kasematterad fästning i Sund kommun på Åland. Den byggdes av Ryssland på 1830-talet och förstördes av brittisk-franska trupper 1854 under Krimkriget. I dag är ruinerna ett kulturhistoriskt besöksmål.

## Historia

### Byggnation och slaget 1854
Efter att Åland och Finland tillfallit Ryssland vid freden i Fredrikshamn 1809 började byggandet av Bomarsund år 1832. Huvudfästet planerades som en 290 meter lång halvcirkelformad kasern i två våningar, med plats för 2 500 soldater. Sex kanontorn skulle byggas runt om. Intill låg det stadsliknande området Skarpans.
Under Krimkriget 1854 anfölls fästningen av en brittisk flotta med franska trupper under general Baraguay d’Hilliers. Flottan leddes av amiral Charles Napier. Den 8 augusti landsteg trupper på tre platser och inneslöt fästet. 12 000 franska soldater angrep från land, och 80 brittiska och franska fartyg från sjösidan.
Fästningen försvarades av cirka 2 000 man med 40 kanoner. Innan anfallet brände ryssarna Skarpans för att förhindra att bebyggelsen utnyttjades av fienden. Anfallet inleddes den 10 augusti. När två torn fallit kapitulerade fästet den 16 augusti. Över 2 200 soldater, inklusive general Bodisco, togs till fånga. Finska trupper fördes till Lewes i England, övriga till ön Aix vid La Rochelle i Frankrike.
Fästningen sprängdes den 2 september.

### Efterspel
Segern uppmärksammades i Frankrike, där namnet Bomarsund skrevs in på Triumfbågen i Paris. Vid Parisfreden (1856) förband sig Ryssland att inte ha några befästningar på Åland. Sedan dess har Åland varit demilitariserat.
I England gavs ett nybyggt samhälle norr om Newcastle namnet Bomarsund till minne av slaget.

## Ruiner och dagens användning
Redan på 1800-talet blev ruinerna ett turistmål, besökt även av den ryska tsaren. Platsen är fortfarande en av Ålands främsta sevärdheter.
År 2002 bildades Bomarsundssällskapet r.f. för att bevara och utveckla området. Ett besökscenter med historisk utställning öppnade 2022.

## Bilder

Bomarsund i bild
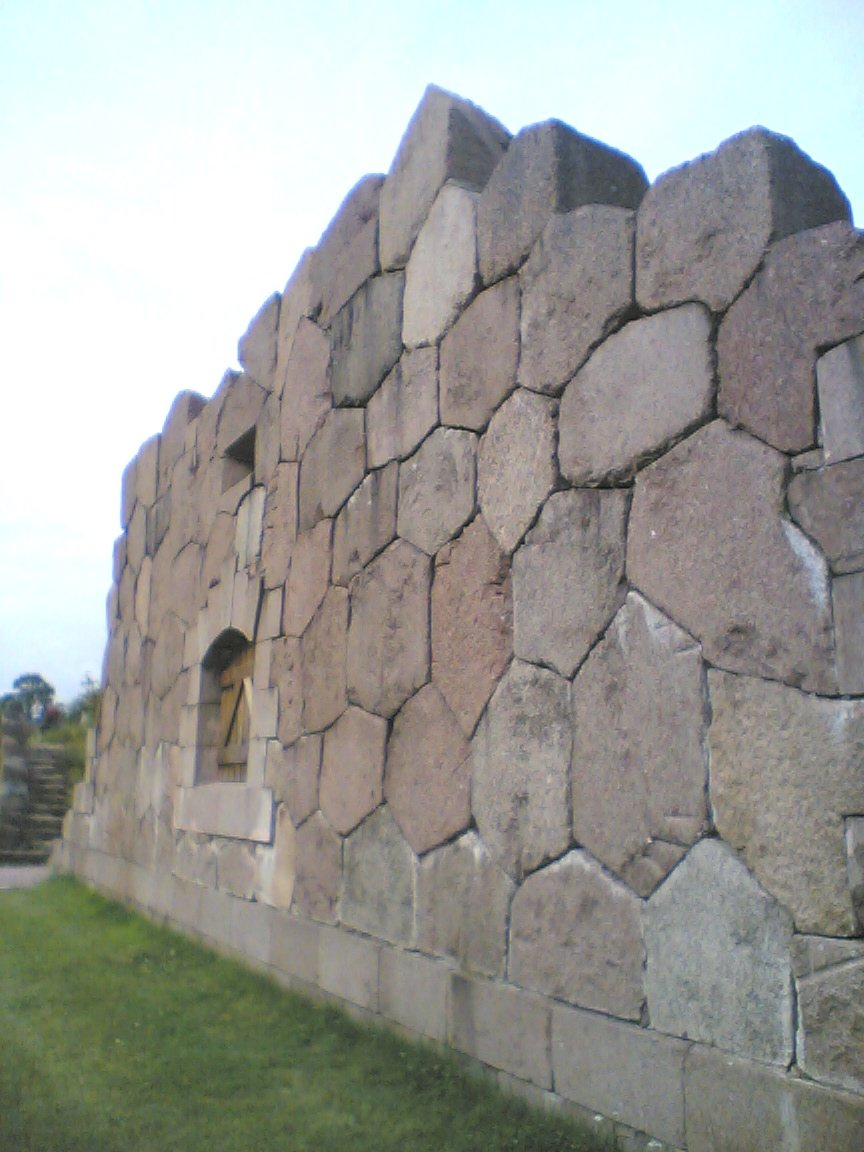
Ruinerna av Bomarsund.
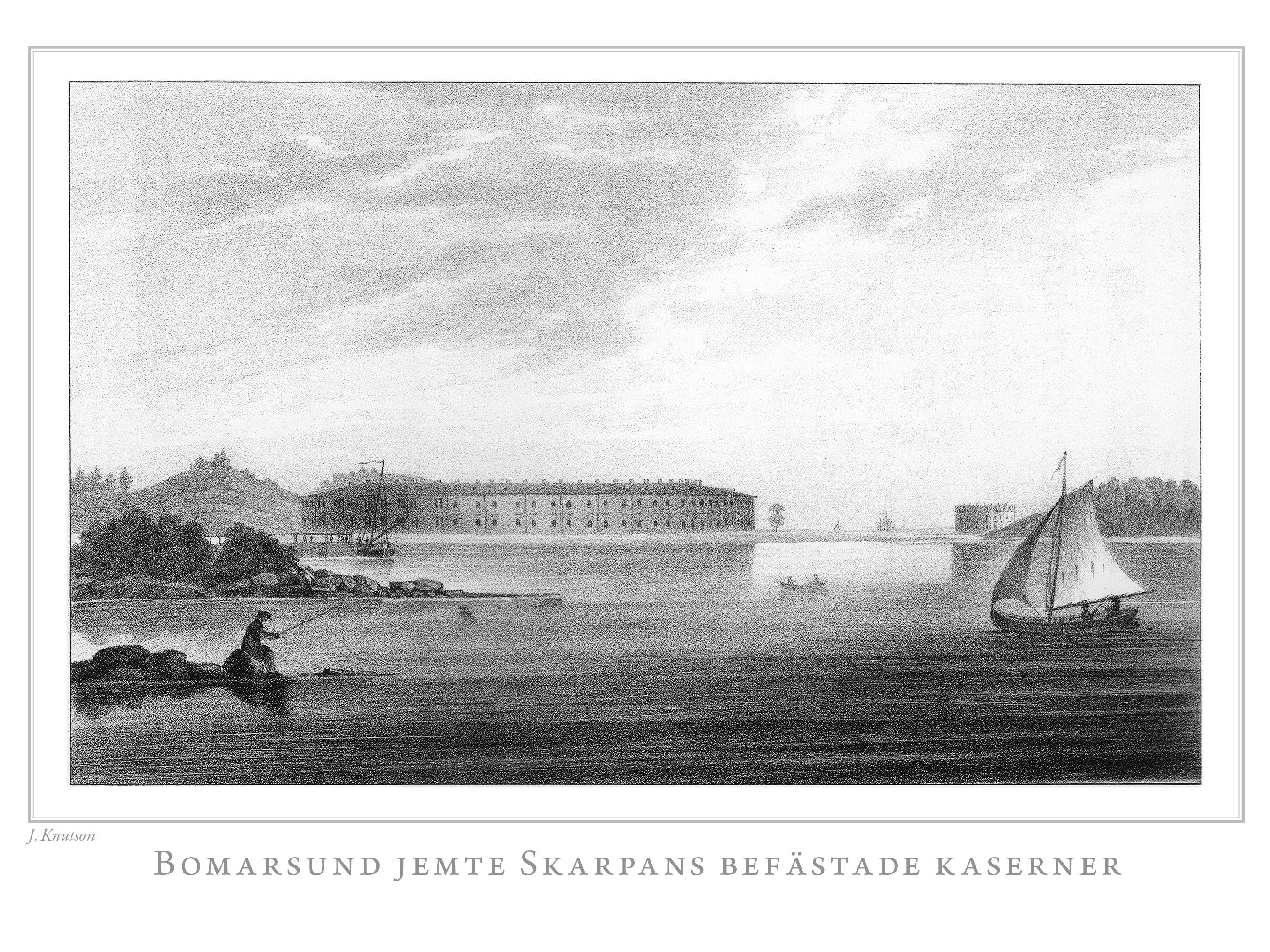
Litografi från 1840-talet över Bomarsund och Skarpans.
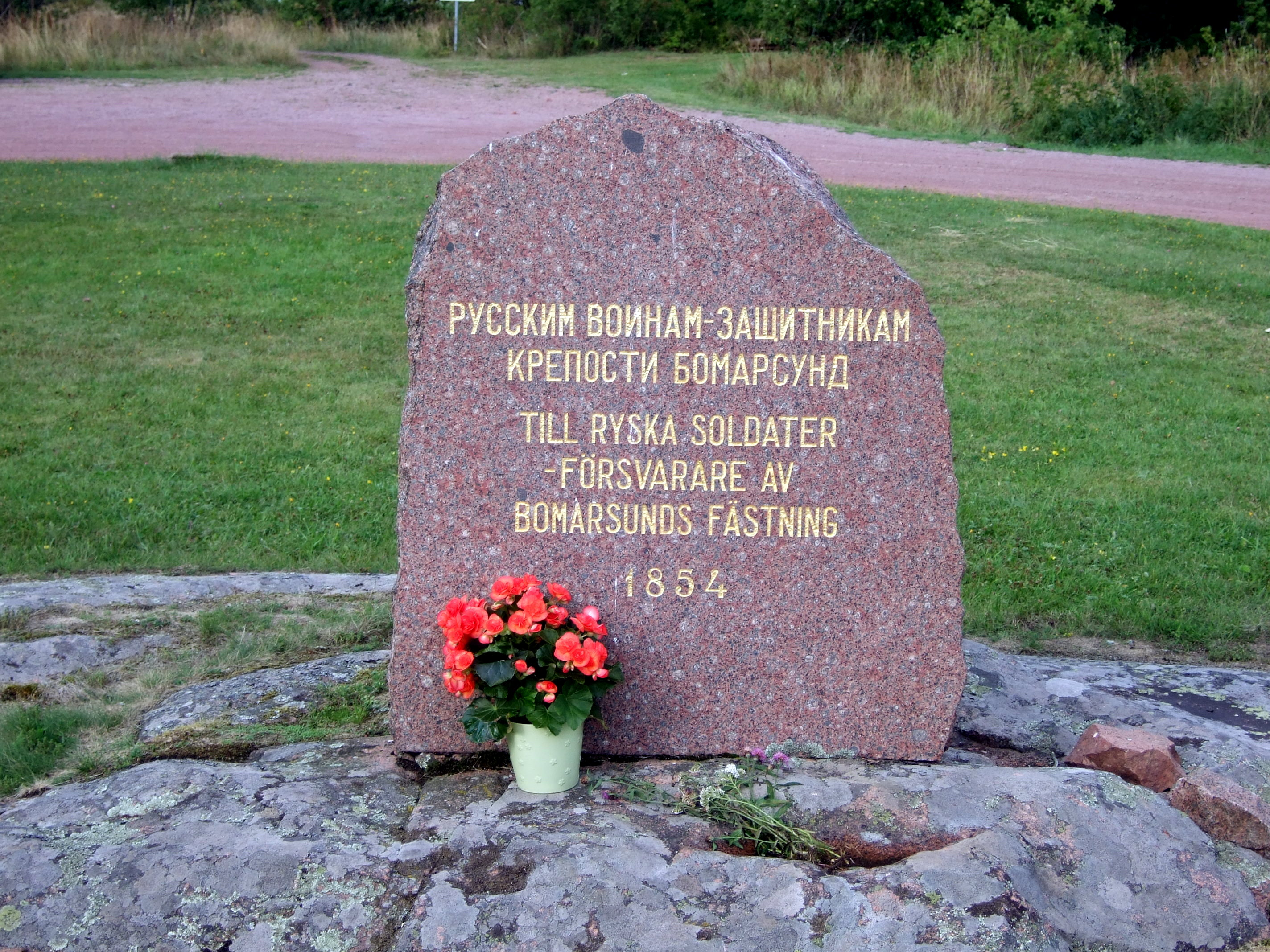
Minnessten över ryska soldater.
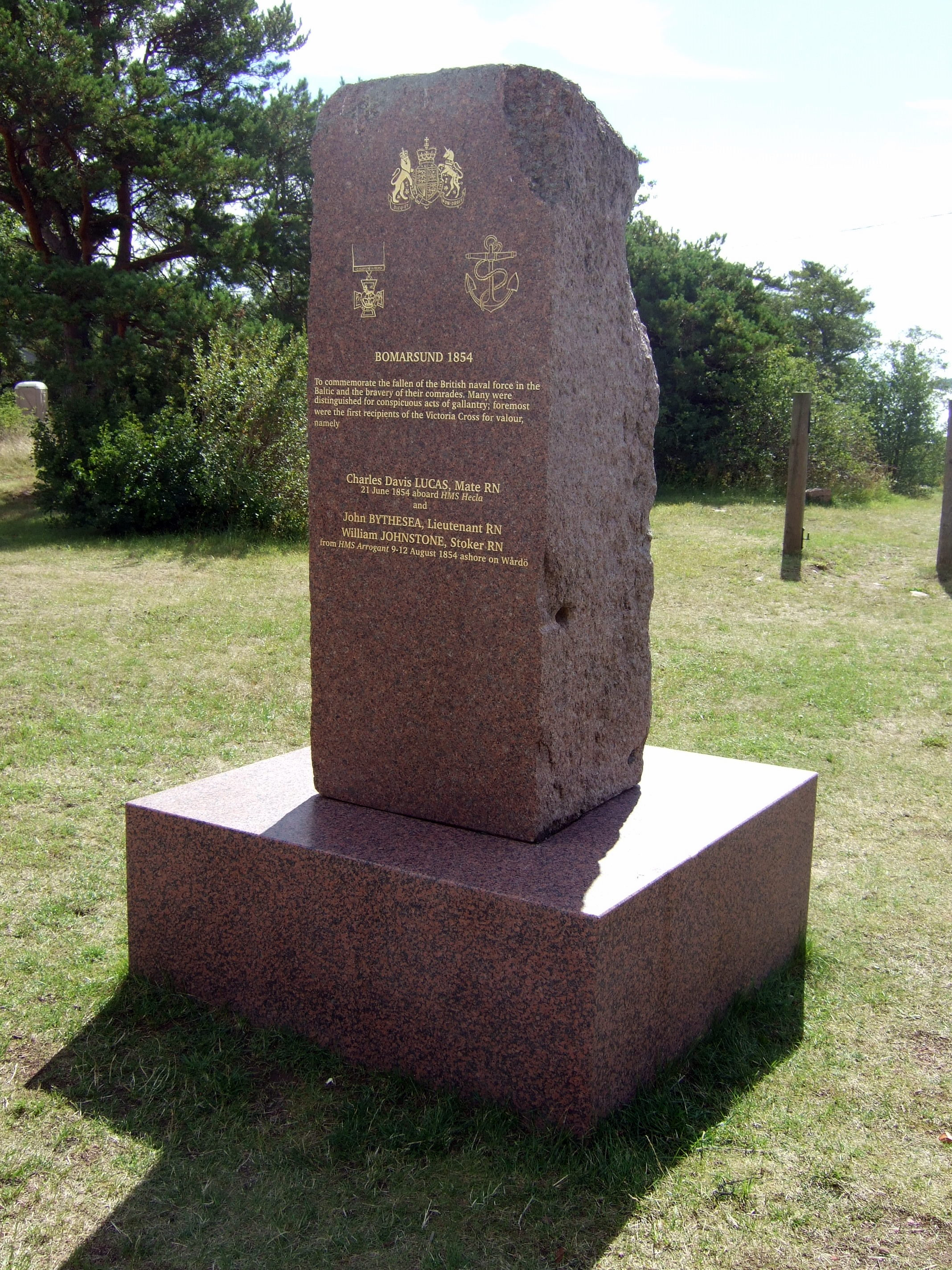
Minnessten över brittiska soldater.